# Guitar Songs
Guitar Songs — другий мініальбом американської співачки Біллі Айліш, випущений 21 липня 2022 року Darkroom і Interscope Records. Вихід мініальбому став несподіванкою: Айліш втомилася від просування нової музики, і хотіла якнайшвидше поділитися новими матеріалом зі своїми фанатами. Guitar Songs був спродюсований братом Айліш, Фіннеасом О'Коннеллом. 
Біллі Айліш представила перший трек з альбому, «TV», під час манчестерського концерту свого туру Happier Than Ever, The World Tour (2022). У ньому йдеться про скасування рішення 1973 року Ро проти Вейда. Інший трек, «The 30th», був написаний у грудні 2021 року після того, як близька подруга співачки вижила в автокатастрофі.

## Запис та реліз
Happier Than Ever, другий студійний альбом американської співачки та авторки пісень Біллі Айліш, вийшов 30 липня 2021 року. Першою піснею, яку Айліш та її брат Фіннеас О'Коннелл написали після релізу, була «The 30th». Біллі вибрала таку назву, тому що 30 листопада того року «щось сталося [...] і це було найбільш невимовне, що [їй довелося спостерігати та пережити]». Після написання «The 30th», Айліш почала працювати над піснею «TV». Брат співачки займався продюсуванням обох пісень.
26 травня 2022 року Айліш з’явилася в якості гостя останнього епізоду «Шоу Еллен ДеДженерес». Під час розмови з ведучою Біллі розповіла, що ідея третього студійного альбому вже є в її голові. Також Айліш вирушила у світове турне на підтримку Happier Than Ever, яке розпочалося 3 лютого 2022 року. Під час виступу в Манчестері в червні 2022 року співачка вперше представила трек «TV». Айліш вирішила виконати пісню на концерті, після того, як побачила представлення Гаррі Стайлсом пісні «Boyfriends» на музичному фестивалі Коачелла.
Без попереднього попередження, Darkroom і Interscope Records випустили Guitar Songs у цифровому форматі 21 липня 2022 року. Після релізу Біллі з'явилась на інтерв'ю з Зейном Лоу для Apple Music. Однією з тем їхньої розмови було рішення Айліш несподівано випустити мініальбом . Вона сказала Лоу, що спочатку планувала включити треки «TV» і «The 30th» до свого третього студійного альбому; однак, поміркувавши, вирішила цього не робити. Біллі відчувала, що ці дві пісні мають бути випущені раніше, частково тому, що співачка хотіла якнайшвидше поширити їх ліричні повідомлення: «Ці пісні справді актуальні для мене і я хочу говорити про них прямо зараз». Іншою причиною було те, що Айліш втомилася від реклами своєї музики. 

## Музика та текст
Guitar Songs складається з двох меланхолійних балад — «TV» і «The 30th» — у яких м’який вокал Айліш звучить під акустичну гітару. Пісні нагадують найстаріші роботи Біллі та її брата Фіннеаса, які вони писали вдома лише під гітару. 
«TV», перша пісня з мініальбому, лірично розповідає про розлади харчової поведінки, психічне здоров’я, судовий процес між акторами Джонні Деппом і Ембер Герд і результати справи Ро проти Вейда у 2022 році. 
«The 30th», за словами видання Snapes, більш особиста пісня порівняно з «TV». Лірично вона зосереджується навколо автомобільної аварії, в яку потрапила подруга Айліш. 

## Сприйняття

### Критичне сприйняття
Ще до виходу мініальбому, пісня «TV» швидко стала фаворитом серед шанувальників Айліш. Протягом тижня після випуску, Billboard провів онлайн-опитування, пропонуючи своїм читачам проголосувати за свою улюблену нову музику. Guitar Songs лідирував в опитуванні, отримавши 60% голосів. 
У рецензії The Guardian мініальбому дали чотири зірки з п’яти. Інші музичні журналісти були вражені вокалом Біллі: Стефані Вонг з Nylon назвала його «потужним». тоді як Джейсон Ліпшутс з Billboard відчув покращення вокальної техніки співачки та назвав її «дедалі впевненішою». 

### Комерція
Треки з мініальбому потрапили в чарти багатьох країн світу. У США «TV» і «The 30th» дебютували на 52 і 79 місцях у Billboard Hot 100. В інших країнах пісні потрапили до чартів в Ірландії, Новій Зеландії, Австралії та Великобританії. Трек «TV» також увійшов до Billboard Global 200 під номером 25, а «The 30th» під номером 50. Після випуску Guitar Songs, брат Айліш, Фіннеас знову з'явився в чарті Billboard й став першою людиною, яка провела у Hot 100 Producers 100 тижнів. Також він увійшов до списку Hot 100 Songwriters разом з Айліш. 

## Трек-лист
| #    | Назва      | Тривалість |
| ---- | ---------- | ---------- |
| 1.   | «TV»       | 4:41       |
| 2.   | «The 30th» | 3:36       |
| 8:17 |            |            |

## Учасники запису
- Біллі Айліш — вокал, авторка пісні.
- Фіннеас О'Коннелл — автор пісні, продюсування, редагування вокалу, бас, барабани, гітара, піаніно, синтезатор.
- Дейв Катч — мастеринг.
- Роб Кінельскі, Елі Хайслер — міксинг.